# Finn Olav Gundelach

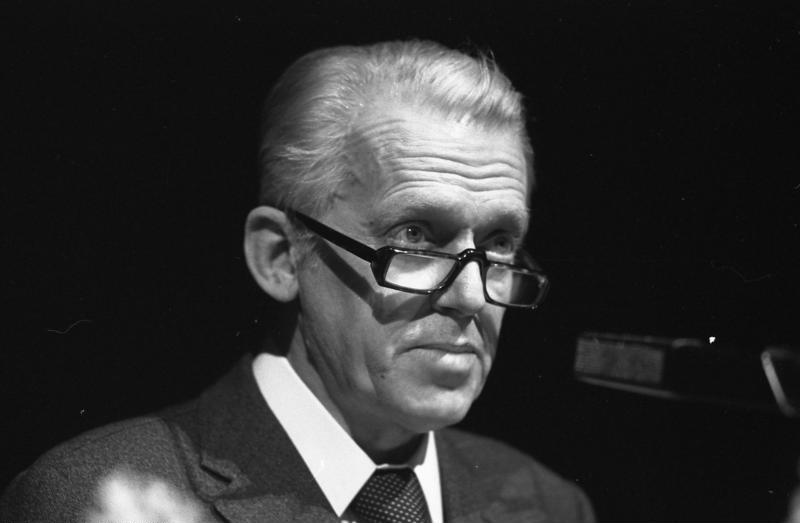
Finn Olav Gundelach (1980).

Finn Olav Gundelach (Vejle, Dinamarca 1925 - Estrasburgo 1981) fue un político danés, Vicepresidente de la Comisión Europea entre 1977 y 1981.

## Biografía
Nació el 23 de abril de 1925 en la población de Vejle, situada en la región de Syddanmark. Estudió economía en la Universidad de Vejle y Aarhus, dedicándose más tarde a la docencia. Murió el 13 de enero de 1981 en Estrasburgo a causa de una insuficiencia cardíaca.

## Actividad política
En el año 1955 fue nombrado representante por su país en la ONU en Ginebra. En 1962 fue nombrado Director y Secretario Ejecutivo Adjunto del GATT('Acuerdo General sobre Comercio y Aranceles'). En 1967 fue nombrado embajador de su país en la CEE, siendo uno de los principales artífices de la adhesión de su país en esta organización.
Con la entrada de Dinamarca en la CEE fue nombrado Comisario Europeo en la Comisión Ortoli, siendo responsable de las carteras de Mercado Interior y Unión Aduanera. En la formación de la Comisión Jenkins en el año 1977 fue nombrado Vicepresidente de la Comisión y Comisario Europeo de Agricultura i Pesca, cargos que mantuvo en la Comisión Thorn a partir de 1981.
- Datos: Q686723
- Multimedia: Finn Olav Gundelach / Q686723